# 李惠利 (企業家)

李惠利（1912年—1991年），香港商人。祖籍宁波鄞县钟公庙李四堰（今宁波市鄞州区钟公庙街道铜盆闸村），出生于上海。在香港经营钟表和房地产，有“钟表大王”之誉。

## 生平
李惠利于1912年出生于上海一个商人家庭。父親李鳳鶴，母親包秀月。1930年开始进入钟表业，4年之后创立自己的钟表品牌。1947年移居香港，继续品牌经营。1960年起，开始从事房地产业。1980年收购瑞士英纳格（Enicar）表，从而获得“钟表大王”之誉。1991年11月去世。

## 慈善事业
李惠利热心慈善，曾捐资于循道卫理联合教会以创建李惠利中学，並捐資成立李惠利工业学院及向香港專業教育學院（柴灣）捐助，使其教學大樓以他命名為「李惠利高等教學樓」。
李惠利对家乡宁波的发展亦十分热心，自1987年起先后捐建李惠利中学、李惠利中专、李惠利小学和李惠利幼儿园。此外，李惠利还向宁波捐建宁波市医疗中心李惠利医院，时为宁波规模最大的医院。

## 故居
李惠利幼时曾在鄞县李四堰居住。去世后，村委会修缮故居并专门保护，2010年11月被列入鄞州区文物保护单位。